# Marele Premiu al Țărilor de Jos din 2024
Marele Premiu al Țărilor de Jos din 2024 (cunoscut oficial ca Formula 1 Heineken Dutch Grand Prix 2024) a fost o cursă auto de Formula 1 ce s-a desfășurat pe 25 august 2024 pe Circuitul Zandvoort din Zandvoort, Țările de Jos. Cursa a fost cea de-a cincisprezecea etapă a Campionatului Mondial de Formula 1 FIA din 2024.
Lando Norris de la McLaren a obținut pole position-ul, iar Max Verstappen de la Red Bull Racing a plecat de pe locul doi. Verstappen l-a depășit pe Norris înainte de primul viraj din turul 1, dar Norris a preluat din nou conducerea în turul 18. Norris a fost la conducere în cea mai mare parte a cursei, a luat cel mai rapid tur și a câștigat cursa pentru a obține a doua victorie din carieră. Victoria lui Norris i-a întrerupt lui Verstappen seria de pole position-uri și victorii pe Circuitul Zandvoort de la revenirea acestuia în calendarul Formulei 1 în 2021. Verstappen a terminat pe locul doi, iar Charles Leclerc a completat podiumul pentru Ferrari.
Marele Premiu al Țărilor de Jos a marcat ultimul start în Formula 1 pentru Logan Sargeant, care s-a despărțit de Williams la două zile după cursă, Franco Colapinto preluându-i locul de la următoarea cursă, Marele Premiu al Italiei, până la sfârșitul sezonului.

## Context
Furnizorul de anvelope Pirelli a adus compușii de anvelope C1, C2 și C3 (denumiți duri, medii și, respectiv, moi) pentru ca echipele să le folosească la eveniment.

## Calificări
Calificările au avut loc pe 24 august 2024, începând cu ora locală 15:00 CEST (UTC+2), ora 16:00 EEST.
| Poz.                  | Nr. | Pilot            | Constructor                  | Timpi calificări | Timpi calificări | Timpi calificări | Grila finală |
| Poz.                  | Nr. | Pilot            | Constructor                  | Q1               | Q2               | Q3               | Grila finală |
| --------------------- | --- | ---------------- | ---------------------------- | ---------------- | ---------------- | ---------------- | ------------ |
| 1                     | 4   | Lando Norris     | McLaren-Mercedes             | 1:11,377         | 1:10,496         | 1:09,673         | 1            |
| 2                     | 1   | Max Verstappen   | Red Bull Racing-Honda RBPT   | 1:11,393         | 1:10,811         | 1:10,029         | 2            |
| 3                     | 81  | Oscar Piastri    | McLaren-Mercedes             | 1:11,541         | 1:10,505         | 1:10,172         | 3            |
| 4                     | 63  | George Russell   | Mercedes                     | 1:11,049         | 1:10,552         | 1:10,244         | 4            |
| 5                     | 11  | Sergio Pérez     | Red Bull Racing-Honda RBPT   | 1:11,006         | 1:10,678         | 1:10,416         | 5            |
| 6                     | 16  | Charles Leclerc  | Ferrari                      | 1:11,370         | 1:10,689         | 1:10,582         | 6            |
| 7                     | 14  | Fernando Alonso  | Aston Martin Aramco-Mercedes | 1:11,493         | 1:10,845         | 1:10,633         | 7            |
| 8                     | 18  | Lance Stroll     | Aston Martin Aramco-Mercedes | 1:11,518         | 1:10,661         | 1:10,857         | 8            |
| 9                     | 10  | Pierre Gasly     | Alpine-Renault               | 1:11,718         | 1:10,815         | 1:10,977         | 9            |
| 10                    | 55  | Carlos Sainz Jr. | Ferrari                      | 1:11,327         | 1:10,914         | N/A              | 10           |
| 11                    | 44  | Lewis Hamilton   | Mercedes                     | 1:11,375         | 1:10,948         | N/A              | 14           |
| 12                    | 22  | Yuki Tsunoda     | RB-Honda RBPT                | 1:11,603         | 1:10,955         | N/A              | 11           |
| 13                    | 27  | Nico Hülkenberg  | Haas-Ferrari                 | 1:11,832         | 1:11,215         | N/A              | 12           |
| 14                    | 20  | Kevin Magnussen  | Haas-Ferrari                 | 1:11,630         | 1:11,295         | N/A              | LB           |
| 15                    | 3   | Daniel Ricciardo | RB-Honda RBPT                | 1:11,943         | N/A              | N/A              | 13           |
| 16                    | 31  | Esteban Ocon     | Alpine-Renault               | 1:11,995         | N/A              | N/A              | 15           |
| 17                    | 77  | Valtteri Bottas  | Kick Sauber-Ferrari          | 1:12,168         | N/A              | N/A              | 16           |
| 18                    | 24  | Zhou Guanyu      | Kick Sauber-Ferrari          | 1:13,261         | N/A              | N/A              | 17           |
| DSC                   | 23  | Alexander Albon  | Williams-Mercedes            | 1:11,503         | 1:10,768         | 1:10,653         | 19           |
| Regula 107%: 1:15,976 |     |                  |                              |                  |                  |                  |              |
| —                     | 2   | Logan Sargeant   | Williams-Mercedes            | N/A              | N/A              | N/A              | 18           |
| Sursa:                |     |                  |                              |                  |                  |                  |              |

Note
- ^1 – Lewis Hamilton a primit o penalizare de trei locuri pe grila de start pentru că l-a împiedicat pe Sergio Pérez în Q1.[5][6]
- ^2 – Kevin Magnussen s-a calificat pe locul 14, dar a fost nevoit să înceapă cursa de la boxe pentru înlocuirea unor elemente ale unității de putere fără aprobarea delegatului tehnic în timpul parc fermé.[5]
- ^3 – Alexander Albon s-a calificat inițial pe locul opt, dar a fost ulterior descalificat deoarece s-a constatat că podeaua mașinii sale nu era conformă cu regulamentul tehnic. I s-a permis să concureze în cursă la discreția comisarilor.[5][7]
- ^4 – Logan Sargeant nu a luat parte la calificări din cauza unui accident în timpul celei de-a treia sesiuni de antrenamente libere. El a fost lăsat să concureze în cursă la discreția comisarilor.[5][8]

## Cursa
Cursa a avut loc pe 25 august 2024, începând cu ora locală 15:00 CEST (UTC+2), ora 16:00 EEST, și a durat 72 de tururi.
| Poz.                                                                     | Nr. | Pilot            | Constructor                  | Tururi | Timp/Abandon | Grilă | Puncte |
| ------------------------------------------------------------------------ | --- | ---------------- | ---------------------------- | ------ | ------------ | ----- | ------ |
| 1                                                                        | 4   | Lando Norris     | McLaren-Mercedes             | 72     | 1:30:45,519  | 1     | 26     |
| 2                                                                        | 1   | Max Verstappen   | Red Bull Racing-Honda RBPT   | 72     | +22,896      | 2     | 18     |
| 3                                                                        | 16  | Charles Leclerc  | Ferrari                      | 72     | +25,439      | 6     | 15     |
| 4                                                                        | 81  | Oscar Piastri    | McLaren-Mercedes             | 72     | +27,337      | 3     | 12     |
| 5                                                                        | 55  | Carlos Sainz Jr. | Ferrari                      | 72     | +32,137      | 10    | 10     |
| 6                                                                        | 11  | Sergio Pérez     | Red Bull Racing-Honda RBPT   | 72     | +39,542      | 5     | 8      |
| 7                                                                        | 63  | George Russell   | Mercedes                     | 72     | +44,617      | 4     | 6      |
| 8                                                                        | 44  | Lewis Hamilton   | Mercedes                     | 72     | +49,599      | 14    | 4      |
| 9                                                                        | 10  | Pierre Gasly     | Alpine-Renault               | 71     | +1 tur       | 9     | 2      |
| 10                                                                       | 14  | Fernando Alonso  | Aston Martin Aramco-Mercedes | 71     | +1 tur       | 7     | 1      |
| 11                                                                       | 27  | Nico Hülkenberg  | Haas-Ferrari                 | 71     | +1 tur       | 12    |        |
| 12                                                                       | 3   | Daniel Ricciardo | RB-Honda RBPT                | 71     | +1 tur       | 13    |        |
| 13                                                                       | 18  | Lance Stroll     | Aston Martin Aramco-Mercedes | 71     | +1 tur       | 8     |        |
| 14                                                                       | 23  | Alexander Albon  | Williams-Mercedes            | 71     | +1 tur       | 19    |        |
| 15                                                                       | 31  | Esteban Ocon     | Alpine-Renault               | 71     | +1 tur       | 15    |        |
| 16                                                                       | 2   | Logan Sargeant   | Williams-Mercedes            | 71     | +1 tur       | 18    |        |
| 17                                                                       | 22  | Yuki Tsunoda     | RB-Honda RBPT                | 71     | +1 tur       | 11    |        |
| 18                                                                       | 20  | Kevin Magnussen  | Haas-Ferrari                 | 71     | +1 tur       | LB    |        |
| 19                                                                       | 77  | Valtteri Bottas  | Kick Sauber-Ferrari          | 70     | +2 tururi    | 16    |        |
| 20                                                                       | 24  | Zhou Guanyu      | Kick Sauber-Ferrari          | 70     | +2 tururi    | 17    |        |
| Cel mai rapid tur: Lando Norris (McLaren-Mercedes) – 1:13,817 (turul 72) |     |                  |                              |        |              |       |        |
| Sursa:                                                                   |     |                  |                              |        |              |       |        |

Note
- ^1 – Include un punct pentru cel mai rapid tur.[10]
- ^2 – Lance Stroll a terminat pe locul 12, dar a primit o penalizare de timp de cinci secunde pentru depășirea vitezei pe linia boxelor.[9]

## Clasamentele campionatelor după cursă
|        | Poz. | Pilot            | Pct. |
| ------ | ---- | ---------------- | ---- |
|        | 1    | Max Verstappen   | 295  |
|        | 2    | Lando Norris     | 225  |
|        | 3    | Charles Leclerc  | 192  |
|        | 4    | Oscar Piastri    | 179  |
|        | 5    | Carlos Sainz Jr. | 172  |
| Sursa: |      |                  |      |

|        | Poz. | Constructor                  | Pct. |
| ------ | ---- | ---------------------------- | ---- |
|        | 1    | Red Bull Racing-Honda RBPT   | 434  |
|        | 2    | McLaren-Mercedes             | 404  |
|        | 3    | Ferrari                      | 370  |
|        | 4    | Mercedes                     | 276  |
|        | 5    | Aston Martin Aramco-Mercedes | 74   |
| Sursa: |      |                              |      |

- Notă: Doar primele cinci locuri sunt prezentate în ambele clasamente.